# Bernd-Arthur Paulusch
Bernd-Arthur Paulusch (* 4. Oktober 1942 in Königsberg (Preußen); † 20. April 2000) war ein promovierter deutscher Jurist. Er war vom 1. Juli 1982 bis zu seinem Tod Richter am Bundesgerichtshof.

## Leben und beruflicher Werdegang
Paulusch wuchs in Schleswig-Holstein auf und studierte in Kiel, Berlin, Heidelberg und München Rechtswissenschaften. Nach Abschluss seiner juristischen Ausbildung trat er 1970 in den höheren Justizdienst des Landes Schleswig-Holstein ein. Dort war als Gerichtsassessor beim Land- und beim Amtsgericht Kiel tätig, bevor er 1973 zum Richter am Landgericht Kiel ernannt wurde. 1977 folgte die Ernennung zum Richter am Schleswig-Holsteinischen Oberlandesgericht. 1982 wurde er zum Richter am Bundesgerichtshof gewählt, wo er mit Wirkung vom 1. Juli 1982 dem VIII. Zivilsenat zugewiesen wurde, für den er seit 1983 bis 1997 auch dem Großen Senat für Zivilsachen angehörte. Nach seiner Ernennung zum Vorsitzenden Richter wurde ihm am 17. Oktober 1997 der Vorsitz im IX. Zivilsenat übertragen. Am 20. April 2000 ist er verstorben.

## Veröffentlichungen
- Strafbare Nachtaten und tatbestandslose Nachhandlungen: ein Beitrag zur Lehre von der straflosen Nachtat, Dissertation München (LMU), 1971
- Brauerei- und Gaststättenrecht, Köln: RWS-Verl. Kommunikationsforum, zuletzt 2002, 10., neubearb. Aufl., zuvor unter dem Titel Höchstrichterliche Rechtsprechung zum Brauerei- und Gaststättenrecht
- Die Rechtsprechung des Bundesgerichtshofs zum Kaufrecht; - Köln : Verl. Kommunikationsforum Recht, Wirtschaft, Steuern, zuletzt 1994, 8., neubearb. Aufl.